# Pālampur
Pālampur är en ort i Indien.   Den ligger i distriktet Kangra och delstaten Himachal Pradesh, i den norra delen av landet, 400 km norr om huvudstaden New Delhi. Pālampur ligger 1 355 meter över havet och antalet invånare är 4 131.
Terrängen runt Pālampur är kuperad åt sydväst, men åt nordost är den bergig. Runt Pālampur är det tätbefolkat, med 308 invånare per kvadratkilometer. Det finns inga andra samhällen i närheten. I omgivningarna runt Pālampur växer huvudsakligen savannskog.